# ポール・モチアン
ポール・モチアン（Paul Motian、1931年3月25日 - 2011年11月22日）は、アメリカのジャズ・ドラマー、パーカッショニスト、作曲家。アルメニア系アメリカ人。彼は、ジャズ・ドラマーを厳格な拍子管理から解放する上で重要な役割を果たした。
モチアンは1950年代後半、ビル・エヴァンスのピアノ・トリオで初めて注目を集め、その後、ピアニストのキース・ジャレットのバンドで約10年間（1967年から1976年頃）レギュラーとして活躍した。1970年代初頭にバンドリーダーとしてのキャリアをスタートさせている。彼が率いた最も有名な2つのグループは、おそらく、ギタリストのビル・フリゼールとサックス奏者のジョー・ロヴァーノとの長年にわたるトリオと、エレクトリック・ビバップ・バンドだろう。エレクトリック・ビバップ・バンドでは、主に若いミュージシャンと共にビバップのスタンダード曲の解釈に取り組んでいた。

## 略歴
モチアンはペンシルベニア州フィラデルフィアで生まれ、ロードアイランド州プロビデンスで育った。アルメニア系。幼少期にギターを弾いた後、12歳でドラムを始め、スウィング・バンドの一員としてニューイングランドをツアーした。朝鮮戦争中に海軍へ入隊し、1954年までワシントンD.C.のアメリカ海軍音楽学校に通った。また、マンハッタン音楽学校にも通っている。
モチアンは1954年にプロのミュージシャンとなり、ピアニストのセロニアス・モンクと短期間共演した。彼はピアニストのビル・エヴァンスのトリオ（1959年から1964年）のドラマーとして有名になり、初めはベーシストのスコット・ラファロと、後にチャック・イスラエルと共演した。
その後、ピアニストのポール・ブレイ（1963年から1964年）、キース・ジャレット（1967年から1976年）とも共演。モチアンがキャリア初期に共演、あるいはレコーディングしたミュージシャンには、レニー・トリスターノ、ウォーン・マーシュ、リー・コニッツ、ジョー・カストロ、アーロ・ガスリー（モチアンは1968年から1969年にかけてウッドストックを含む短期間ガスリーと共演）、カーラ・ブレイ、チャーリー・ヘイデン、ドン・チェリーなどがいる。その後も、マリリン・クリスペル、ビル・フリゼール、レニ・スターン、ジョー・ロヴァーノ、ゴンサロ・ルバルカバ、アラン・パスクァ、ビル・マッケンリー、ステファン・オリヴァ、フランク・キンブロー、エリック・ワトソンなど、数多くのミュージシャンたちと共演した。
モチアンはその後、重要な作曲家およびグループ・リーダーとなり、1970年代から1980年代初頭にかけてはECMレコードでレコーディングを行い、その後Soul Note、JMT、Winter & Winterでレコーディングを行い、2005年にECMに戻った。1980年代初頭からは、ギタリストのビル・フリゼールとサックス奏者のジョー・ロヴァーノからなるトリオを率い、時にはベースのエド・シュラー、チャーリー・ヘイデン、マーク・ジョンソン、そしてジム・ペッパー、リー・コニッツ、デューイ・レッドマン、ジェリ・アレンといったミュージシャンも加わった。モチアンの楽曲を演奏するほか、グループはセロニアス・モンクやビル・エヴァンスへのトリビュートや、ジャズ・スタンダードの独自解釈をフィーチャーした「ポール・モチアン・オン・ブロードウェイ」というアルバム・シリーズを録音した。
ピアニストとの重要な関係があったにもかかわらず、モチアンは1970年代以降、リーダーとして活動する中で、アンサンブルにピアニストが加わることはほとんどなく、ギタリストに大きく依存していた。モチアンが最初に手にした楽器はギターであり、ギターへの愛着を抱き続けていたようだ。フリゼールとのグループ活動に加え、ECMでの最初の2枚のソロ・アルバムにはサム・ブラウンが参加し、自身のエレクトリック・ビバップ・バンドでは2本、時には3本のエレクトリックギターが演奏された。このグループは1990年代初頭に結成され、様々な若手ギタリストとサックス奏者が参加していた。
2011年には、モチアンは『ライヴ・アット・バードランド』（リー・コニッツ、ブラッド・メルドー、チャーリー・ヘイデンと共演）、サミュエル・ブレイザーの『Consort in Motion』、アウグスト・ピロッダの『No Comment』、そしてチック・コリアとエディ・ゴメスとの『ファーザー・エクスプロレイションズ〜ビル・エヴァンスに捧ぐ』など、数々の新作に参加している。ビル・マッケンリーの『Ghosts of the Sun』は、偶然にもモチアンの死去した日にリリースされた。モチアンがバンドリーダーを務めた最後のアルバムは、ビル・フリゼール、トーマス・モーガン、ペトラ・ヘイデンをフィーチャーした『ザ・ウィンドミルズ・オブ・ユア・マインド』であった。

## 死去
モチアンは2011年11月22日、ニューヨークのマウントサイナイ病院にて骨髄異形成症候群の合併症のため、80歳で亡くなった。

## ボックスセットのリリース
CAM Jazzは、2010年9月に『Paul Motian』と題したボックスセットをリリースした。このリリースには、最初にSoul Noteレーベルからリリースされたアルバムがいくつか収録されている。それは、『The Story of Maryam』、『Jack of Clubs』、『Misterioso』、『Notes』（ポール・ブレイとの共演）、『One Time Out』（ビル・フリゼールとジョー・ロヴァーノとの共演）、そして『Flux and Change』（エンリコ・ピエラヌンツィとのデュエット）である。
2012年11月には、Winter & Winterが『Paul Motian on Broadway Vol. 1, 2, 3, 4, 5』をリリースした。これは『On Broadway』全5巻を1つのセットにまとめたものとなっている。
ECMレコードは2013年4月、レーベルの継続的な「Old & New Masters Edition」シリーズの一環として、『Paul Motian』と題したボックスセットをリリースした。このセットには、モチアンが1972年から1984年にかけてECMで録音した『コンセプション・ヴェッセル』『トリビュート』『ダンス』『サンフラワー』『プサルム』『ア・ロング・タイム・アゴー』という6枚のアルバムが収録されている。

## 遺作（没後のリリース作品）
モチアンが参加したもので最初に出た遺作は、2012年3月にECMからリリースされた菊地雅章トリオ（トーマス・モーガンと共演）の『サンライズ』であった。続いて2012年7月には、アレクサンドラ・グリマル（リー・コニッツとゲイリー・ピーコックも参加）の『Owls Talk』がハルモニア・ムンディからリリースされた。
ピアニストのエンリコ・ピエラヌンツィが指揮した2枚のライブ録音がCAM Jazzからリリースされている。『New York Reflections: Live at Birdland』（スティーヴ・スワロウと共演）は2012年10月にアナログレコード限定でリリースされ、『Live at the Village Vanguard』（マーク・ジョンソンと共演）は2013年3月にリリースされた。
CAM Jazzは2013年3月に『One Time Out』を180gアナログレコードで再発。これにはコンパクトディスク版が付属している。また『One Time Out』は、CAM Jazz Paul Motianボックスセットの一部としてCDでもリリースされた。
2023年、フローゼン・リーズ（Frozen Reeds）は、モチアンとデレク・ベイリーとの2つのライブ・パフォーマンスから、2人と自由に即興演奏した音源を収録している『Duo in Concert』をリリースした。

## モチアン作品の他者による録音とトリビュート
『Motian Sickness – The Music of Paul Motian (for the Love of Sarah)』は、ジェフ・コスグローブ、ジョン・ヘバート、マット・マネリ、ジェイミー・メイスフィールドをフィーチャーしたアルバムで、2011年9月にリリースされた。
2011年11月には、ジョエル・ハリソンの『String Choir: The Music of Paul Motian』がリリースされた。ハリソンはモチアンの楽曲を弦楽四重奏（クリスチャン・ハウズ、サム・バードフェルド、マット・マネリ、ダナ・レオン）とギター2本（リバティ・エルマンとハリソン）のために編曲した。
ラス・ロッシングの『Drum Music: Music of Paul Motian (Solo Piano)』は、2012年7月にサニーサイド・レコードからリリースされた。ロッシングは当初、モチアンの80歳の誕生日を祝うためにこのアルバムをレコーディングし、YouTubeでこのレコーディングに関する動画を公開した。
ラヴィ・コルトレーンは、2012年のアルバム『Spirit Fiction』にモチアン作曲の「Fantasm」を収録した。この演奏にはジョー・ロヴァーノが参加している。
ノエル・アクショテは2015年7月、デジタル限定で自主制作アルバム『Fiasco (Plays the Music of Paul Motian)』をリリースした。このアルバムには、モチアン作曲の20曲をアコースティックギター・ソロでアレンジした作品が収録されている。
2016年には、ジャン＝マルク・パドヴァーニ（Jean-Marc Padovani）が、Naïve Jazzより『Motian in Motion』をリリースした。
2018年には、カール・ミシェル・グループが、Play On Recordsより『Music in Motian』をリリースした。
2020年には、ハシュメット・アシルカン（Haşmet Asilkan）が、モチアンの楽曲をソロ・ギター用にアレンジし、『Paul Motian Songbook』としてリリースした。

## ディスコグラフィ

### リーダー・アルバム
- 『コンセプション・ヴェッセル』 - Conception Vessel (1973年、ECM)
- 『トリビュート』 - Tribute (1974年、ECM)
- 『ダンス』 - Dance (1978年、ECM)
- 『サンフラワー』 - Le voyage (1979年、ECM)
- 『プサルム』 - Psalm (1982年、ECM)
- The Story of Maryam (1984年、Soul Note)
- Jack of Clubs (1985年、Soul Note)
- 『ア・ロング・タイム・アゴー』 - It Should've Happened a Long Time Ago (1985年、ECM)
- Misterioso (1987年、Soul Note)
- One Time Out (1989年、Soul Note)
- 『モンク・イン・モチアン』 - Monk in Motian (1989年、JMT)
- 『モチアン・オン・ブロードウェイ Vol.1』 - On Broadway Volume 1 (1989年、JMT)
- 『モチアン・オン・ブロードウェイ Vol.2』 - On Broadway Volume 2 (1989年、JMT)
- 『ビル・エヴァンスに捧ぐ』 - Bill Evans (1990年、JMT, 1990)
- 『ポール・モチアン・イン・トーキョー』 - Motian in Tokyo (1991年、JMT)
- 『オン・ブロードウェイ Vol.3』 - On Broadway Volume 3 (1993年、JMT)
- 『ポール・モチアン・エレクトリック・ビバップ・バンド・フィーチャリング・ジョシュア・レッドマン』 - Paul Motian and the Electric Bebop Band (1993年、JMT)
- 『トリオイズム』 - Trioism (1994年、JMT)
- 『オーニソロジー』 - Reincarnation of a Love Bird (1994年、JMT)
- 『アット・ザ・ヴィレッジ・ヴァンガード』 - At the Village Vanguard (1995年、JMT)
- Sound of Love (1997年、Winter & Winter)
- 『フライト・オブ・ザ・ブルー・ジェイ』 - Flight of the Blue Jay (1997年、Winter & Winter)
- 『Trio 2000 + One』 - Trio 2000 + One (1998年、Winter & Winter)
- 『モンク&パウエル』 - Play Monk and Powell (1999年、Winter & Winter)
- 『europe』 - Europe (2001年、Winter & Winter)
- 『ホリデイ・フォー・ストリングス』 - Holiday for Strings (2002年、Winter & Winter)
- 『アイ・ハヴ・ザ・ルーム・アバヴ・ハー』 - I Have the Room Above Her (2005年、ECM)
- 『オン・ブロードウェイ Vol.4 オア・ザ・パラドックス・オブ・コンティニュイティ』 - On Broadway Vol. 4 or The Paradox of Continuity (2005年、Winter & Winter)
- 『タイム・アンド・タイム・アゲイン』 - Time and Time Again (2006年、ECM)
- 『ガーデン・オブ・エデン』 - Garden of Eden (2007年、ECM)
- 『ライヴ・アット・ザ・ヴィレッジ・ヴァンガード Vol.1』 - Live at the Village Vanguard (2007年、Winter & Winter)
- 『ライヴ・アット・ザ・ヴィレッジ・ヴァンガード Vol.2』 - Live at the Village Vanguard Vol. II (2008年、Winter & Winter)
- 『ライヴ・アット・ザ・ヴィレッジ・ヴァンガード Vol.3』 - Live at the Village Vanguard Vol. III (2010年、Winter & Winter)
- 『オン・ブロードウェイ VOL. 5』 - On Broadway Volume 5 (2009年、Winter & Winter)
- 『ロスト・イン・ア・ドリーム』 - Lost in a Dream (2010年、ECM)
- 『ザ・ウィンドミルズ・オブ・ユア・マインド』 - The Windmills of Your Mind (2011年、Winter & Winter)

コンピレーション・アルバム
- 『ECM 24bit ベスト・セレクション～ポール・モチアン』 - Selected Recordings (2004年、ECM)

ボックスセット
- Paul Motian - The Complete Remastered Recordings On Black Saint & Soul Note (2010年、CAM Jazz) ※Soul Note期のアルバム6枚を収録
- Paul Motian on Broadway Vol. 1, 2, 3, 4, 5 (2012年、Winter & Winter) ※1988年–2008年録音
- Old & New Masters Edition: Paul Motian (2013年、ECM) ※1972年–1984年録音のアルバム6枚を収録

テザード・ムーン (トリオ with 菊地雅章 & ゲイリー・ピーコック)
- 『テザード・ムーン』 - Tethered Moon (1992年、King/Paddle Wheel)
- 『トライアングル』 - Triangle (1992年、King/Paddle Wheel)
- 『プレイ・クルト・ワイル』 - Tethered Moon Play Kurt Weill (1995年、JMT)
- 『ファースト・ミーティング』 - First Meeting (1997年、Winter & Winter) ※1990年–1991年録音
- 『プレイズ・ジミ・ヘンドリックス+』 - Plays Jimi Hendrix+ (1998年、Polydor/Media Rings)
- 『シャンソン・ド・エディット・ピアフ』 - Chansons d’Édith Piaf (1999年、Winter & Winter)
- 『エクスピリエンシング・トスカ』 - Experiencing Tosca (2004年、Winter & Winter)